# Sparviero (1917)
«Спарвіеро» (італ. Sparviero) — лідер ескадрених міноносців ВМС Італії першої половини XX століття типу «Аквіла».

## Історія створення
Корабель був замовлений Румунією у 1913 році і отримав назву «Vijelie».
Закладений 29 січня 1914 року на верфі «Cantiere Pattison» в Неаполі.
Зі вступом Італії у Першу світову війну недобудований корабель був реквізований ВМС Італії і перейменований на «Спарвіеро».
Спущений на воду 26 березня 1917 року, вступив у стрій 15 липня 1917 року.
У складі ВМС Італії класифікувався як «легкий крейсер-розвідник» (італ. Esploratore leggero).

## Історія служби

### У складі ВМС Італії
У складі ВМС Італії корабель класифікувався як «легкий крейсер-розвідник» (італ. Esploratore leggero).
Корабель в основному діяв в Адріатиці, здійснюючи протичовнове патрулювання та обстріли ворожого узбережжя.
29 вересня 1917 року «Спарвіеро» разом з есмінцями «Джузеппе Чезаре Абба», «Джованні Ачербі», «Вінченцо Джованні Орсіні», «Франческо Стокко», «Арденте», «Ардіто» і «Аудаче» супроводжували атаку літаків на Пулу.
О 22:30 «Спарвіеро» помітив австро-угорську ескадру у складі есмінців «Гусар», «Турул», «Велебіт» і «Штрайтер». Під час нетривалого вогневого контакту жоден із кораблів не був уражений
19 жовтня того ж року «Спарвіеро» разом з однотипним есмінцем «Аквіла», британськими крейсерами «Глостер» і «Ньюкасл», італійськими есмінцями «Індоміто», «Антоніо Мосто», «Джузеппе Міссорі», а також французькими «Командан Рів'єр», «Біссон» і «Командан Борі» вирушили з Бріндізі для переслідування групи австро-угорських кораблів (крейсер «Гельголанд», есмінці «Ліка», «Тріглав», «Татра», «Чепель», «Ор'єн», «Балатон»), які вирушили з Котору для атаки італійських конвоїв.
«Гельголанд» і «Ліка», не зустрівши конвоїв, вирушили до Бріндізі, щоб виманити італійські кораблі в зону дії своїх підводних човнів. Після тривалого переслідування італійські кораблі повернулись у свій порт.
28 листопада есмінці «Спарвіеро», «Аквіла», «Анімозо», «Арденте», «Ардіто», «Джузеппе Чезаре Абба», «Аудаче», «Вінченцо Джованні Орсіні», «Джованні Ачербі», «Джузеппе Сірторі» і «Франческо Стокко» вирушили з Венеції для переслідування австро-угорської ескадри у складі есмінців «Штрайтер», «Гусар», «Дукла» та 4 міноносців, яка обстріляла залізницю поблизу гирла річки Метауро. Італійські кораблі розпочали переслідування, але наздогнали ворожі кораблі занадто близько до Поли.
5 вересня 1918 року есмінці «Спарвіеро», «Ніббіо», та «Аквіла» супроводжували міноносці «8 PN» і «12 PN», які мали атакувати австро-угорські судна поблизу Дураццо.
2 жовтня «Спарвіеро», «Ніббіо» і «Аквіла» разом з іншими кораблями патрулювали поблизу Дураццо на випадок контратаки ворожого флоту та обстрілу міста, де перебували італійські та британські війська.
4 листопада «Спарвіеро» доставив загін морських піхотинців на острів Млєт, які окупували його.

### У складі ВМС Румунії

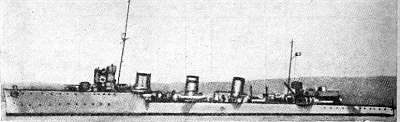
Есмінець «Марашті»

Після закінчення війни «Спарвіеро» (разом з однотипним «Ніббіо») був переданий Румунії, де отримав назви «Марашті» (рум. Mărăști).
Корабель був модернізований, на ньому було замінене озброєння: були встановлені 4 x 120/45-мм гармати, 2 x da 76/40 гармати та два 6,5-мм кулемети.
Під час Другої світової війни «Марашті» займався супроводом конвоїв між Босфором та Кримом.
6 листопада 1941 року есмінець безуспішно був атакований радянським підводним човном С-33, 1 червня 1943 — підводним човном Д-4 «Революціонер», 7 липня 1943 року — підводним човном Щ-201.
Під час однієї з місій 7-16 липня 1943 року есмінець потопив радянський підводний човен М-31 між Констанцою і Сулиною.
У 1944 році корабель був модернізований, на ньому були встановлені чотири 37-мм і дві 20-мм зенітні гармати.

### У складі ВМФ СРСР
29 серпня 1944 року, після зайняття Констанци радянськими військами «Марашті» був захоплений і включений до складу Чорноморського флоту ВМФ СРСР під назвою «Ловкий».
Після закінчення війни, 12 жовтня 1945 року, корабель був повернутий ВМС Румунії (яка потрапила у сферу впливу СРСР), де отримав назву «D 12».
У 1963 році корабель був виключений зі складу флоту і зданий на злам.